# 신고송
신고송(申鼓頌 또는 申孤頌, 1907년 ~ ?)은 한국의 희곡 작가 겸 연극인이다. 본명은 신말찬(申末贊)이며, 신찬(申贊)이라는 필명도 사용했다.

## 생애
경상남도 울주군 출신이다. 어린이 잡지인 《어린이》에 이어 《굴렁쇠》, 《기쁨》에 동시와 아동극 희곡을 발표하면서 연극계에 등장했다. 1924년 《어린이》에 실린 〈밧브든 일주일〉이라는 일기문이 처음 발표한 작품이다.
어려운 가정 환경 때문에 늦은 나이에 대구사범학교를 졸업하고 사회주의 계열의 문화 운동을 벌이다가 좌익 교사라는 이유로 교직에서 해임되었다. 이후 본격적으로 프롤레타리아 문예 운동에 뛰어들었고, 일본에 유학하여 연극 공부를 했다. 일본에 거주하면서 1931년 〈일본푸로극장동맹 제3회 전국대회 방청기〉, 〈연극운동의 출발〉을 발표하여 일본에서 진행 중인 프롤레타리아 연극 운동을 소개하고 한국 프롤레타리아 연극의 실천적 방법론을 제시하는 등 이 분야의 이론가로 활발한 활동을 벌였다.
귀국 후 이상춘, 강호와 함께 《연극운동》을 발간했고, 극단 메가폰과 신건설 창단도 주도했다. 메가폰에서는 〈메가폰 슈프레히콜〉을 공연하여 선동성을 잘 살릴 수 있는 연극 형식 슈프레히콜을 소개하기도 했다. 그러나 일본에 있을 때 동지사 편집부에서 반전 정서를 담은 어린이 잡지인 《우리동무》를 창간했고 이를 한국에 배포했다는 혐의로 1932년 체포된 뒤 징역형을 선고받아 3년간 복역했다.
1935년 출옥한 후에는 전향하여 친일 연극 단체인 조선악극단에 가입하여 순회공연을 했으며, 〈성난 아시아(일본어: 怒りの亞細亞)〉집체공연에서도 공동연출을 맡았다. 이로 인해 2008년 민족문제연구소가 정리한 친일인명사전 수록예정자 명단 연극/영화 부문에 포함되었다.
광복 후 조선문학건설본부 등 좌익 계열의 문화 단체로 다시 돌아갔으며 조선프롤레타리아문학동맹, 조선프롤레타리아연극동맹에 가담하여 급진적인 좌파 연극인으로 활동했다. 1946년 조선프롤레타리아연극동맹이 조선연극동맹에 흡수된 것을 계기로 개량화 흐름에 반기를 들고 38선 이북으로 월북했다.
조선민주주의인민공화국에서는 대표작 《불길》(1950) 등 사회주의 이념을 담은 작품을 발표했으며, 평양연극영화대학 강좌장을 지냈다. 특히 조선민주주의인민공화국 국립극장 총장(1951)에 임명되었고 조선로동당 중앙위원회 선전선동부 부부장, 조소친선협회 위원장(1958), 국립연극학교 교장, 조선작가동맹 중앙위원회 상임위원(1959)과 같은 요직을 거쳐 최고인민회의 대의원에 선출되는 등 정치적으로 크게 성공한 사실이 알려졌다.
그러나 1950년대 후반 이후 활동 내역이 알려져 있지 않고 사망 시기도 불명이다. 남로당 계열의 문화예술인이 정리되던 무렵인 1959년 이서향과 함께 복고주의 종파분자로 몰려 숙청당했다는 설이 있다.

## 같이 보기
- 슈프레히콜

## 참고자료
- 권영민 (2004년 2월 25일). 《한국현대문학대사전》. 서울: 서울대학교출판부. 480~481쪽쪽. ISBN 89-521-0461-7.
- 홍영진 (2007년 3월 25일). “언양출신 월북 연극인 신고송 - 작사·작곡·평론가로도 다작”. 경상일보.
- 서대현 (2005년 8월 15일). “"신고송은 언양출신 항일연극인 - 46년 월북전 국내 사회주의 문화운동 주도"”. 경상일보.